# Course aux points masculine aux Jeux olympiques d'été de 1996
Navigation
Barcelone 1992 Sydney 2000
La course aux points masculine est l'une des huit compétitions de cyclisme sur piste aux Jeux olympiques de 1996. Elle consistait en 160 tours de piste (40 kilomètres). 20 sprints étaient disputés donnant respectivement 5, 3, 2 et 1 points aux quatre premiers. Les points du dernier sprint sont doublés.

## Course
| Rang                                | Coureur           | Pays             | Points       |
| ----------------------------------- | ----------------- | ---------------- | ------------ |
| Médaille d'or, Jeux olympiques      | Silvio Martinello | Italie           | 37           |
| Médaille d'argent, Jeux olympiques  | Brian Walton      | Canada           | 29           |
| Médaille de bronze, Jeux olympiques | Stuart O'Grady    | Australie        | 25           |
| 4                                   | Vasyl Yakovlev    | Ukraine          | 24           |
| 5                                   | Francis Moreau    | France           | 21           |
| 6                                   | Juan Llaneras     | Espagne          | 17           |
| 7                                   | Cho Ho-Sung       | Corée du Sud     | 6            |
| 8                                   | Glenn McLeay (en) | Nouvelle-Zélande | 14 (-1 tour) |
| 9                                   | Guido Fulst       | Allemagne        | 8 (-1 tour)  |
| 10                                  | Sergey Lavrenenko | Kazakhstan       | 7 (-1 tour)  |
| 11                                  | Milton Wynants    | Uruguay          | 6 (-1 tour)  |
| 12                                  | Franz Stocher     | Autriche         | 5 (-1 tour)  |
| 13                                  | Remigius Lupeikis | Lituanie         | 4 (-1 tour)  |
| 14                                  | Pavel Khamidulin  | Russie           | 4 (-1 tour)  |
| 15                                  | Masahiro Yasuhara | Japon            | 2 (-1 tour)  |
| 16                                  | Eugen Wacker      | Kirghizistan     | 1 (-1 tour)  |
| 17                                  | Bruno Risi        | Suisse           | 8 (-2 tours) |
| 18                                  | Jan Bo Petersen   | Danemark         | 7 (-2 tours) |
| 19                                  | Brian McDonough   | États-Unis       | 5 (-2 tours) |
| 20                                  | Sergio Godoy      | Guatemala        | 0 (-2 tours) |
| 21                                  | Peter Pieters     | Pays-Bas         | 0 (-2 tours) |
| 22                                  | Declan Lonergan   | Irlande          | 0 (-2 tours) |
| 23                                  | Juan Curuchet     | Argentine        | 0 (-2 tours) |
| 24                                  | Etienne De Wilde  | Belgique         | 0 (-2 tours) |
| –                                   | David George      | Afrique du Sud   | Abandon      |
| –                                   | Juan Merheb       | Porto Rico       | Abandon      |
| –                                   | Marlon Pérez      | Colombie         | Abandon      |
| –                                   | Marco Zaragoza    | Mexique          | Abandon      |

## Sources
- Résultats